# Partido Popular de Baluchistán
El Partido Popular de Baluchistán (Baluchistan People's Party, en persa: حزب مردم بلوچستان) es un partido político nacionalista baluchi de Irán, cuyos objetivos son salvaguardar los derechos políticos, culturales y económicos del pueblo baluchi de la provincia de Sistán y Baluchistán, mediante la consecución de un sistema político democrático y federal en Irán.
El pueblo baluchi de Irán está representado en la UNPO por el Partido Popular de Baluchistán desde el 26 de junio de 2005.

## Baluchistán

Provincia de Sistán Baluchistán en Irán

Baluchistán, el “país de los baluchis” actual, forma parte de tres estados, Irán, Afganistán y Pakistán, y se encuentra estratégicamente situado en el flanco oriental del Oriente Medio, uniendo los estados de Asia Central con el subcontinente indio y el océano Índico. Durante muchos siglos, la tierra de los baluchis ha servido de barrera a los imperios antiguos en su avance hacia el este, así como de separación entre las área de influencia rusa en Asia central y la India británica.
El Baluchistán occidental fue ocupado y anexionado a Irán en 1928, en la era del shah Reza Pahlavi. Sus tierras fueron divididas, pues además de la provincia de Sistán y Baluchistán, una parte del territorio baluchi pasó a formar parte de las provincias vecinas de Kermán, Jorasán y Hormozgan. 
La población baluchí es de 4,8 millones de personas. Su territorio ocupa unos 690.000 km², de los cuales 280.000 km² pertenecen a Irán, 350.000 km² a Pakistán y 60.000 km² a Afganistán. La lengua que hablan es el brahui. La mayoría de baluchis son musulmanes suníes hanafís, aunque hay una comunidad de zikris (seguidores del imán Mahdi del siglo XVIII como reacción al colonalismo británico) y una pequeña población de chiitas.

## Historia

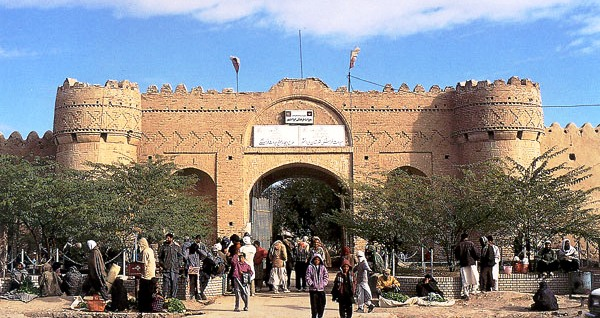
Castillo en Iranshahr, en Sistán y Baluchistán

Baluchistán ha sido un país invadido secularmente. La primera invasión significativa tuvo lugar en el siglo VII por los árabes, quienes llevaron a la región su sistema político, social, económico y religioso. Las tribus baluchi adoptaron el islam después de siglos de abrazar el zoroastrismo.
Durante el último periodo de dominio musulmán, las tribus lograron una cierta autonomía que se vio mermada por las fuerzas superiores de los países de su entorno. Finalmente, las fuerzas baluchis fueron derrotadas por el Imperio gaznávida, en el sharistan de Iransharh, en el Baluchistán iraní. En el siglo XII, los baluchis estuvieron bajo el dominio de los seleúcidas, antes de la llegada de los mogoles. A principios del siglo XVI, los portugueses capturaron algunas ciudades en la costa de Makrán.
Entre el siglo XV y mediados del siglo XIX, ante la debilidad de los imperios vecinos, los baluchis incrementaron su autonomía, con un cierto auge de las instituciones culturales y sociopolíticas propias. Sin embargo, la llegada de los británicos en 1839 cambió completamente el panorama. Estos firmaron un tratado con el kanato de Kalat en 1841 y se anexionaron Sind en 1843. 
En 1849, un ejército iraní derrotó a las fuerzas baluchis en Kermán y los baluchis fueron ignorados durante las guerras anglo-afganas y los acontecimientos posteriores que enfrentaron a la Rusia zarista y al Imperio británico en tierras de Persia. 
La peor consecuencia para los baluchis fue la partición de su tierra en dos partes: una, la provincia de Baluchistán, en Pakistán, y, la otra, la provincia de Sistán y Baluchistán, en Irán. La frontera fue establecida en 1872, cuando los ingleses entregaron una parte de Baluchistán a los iraníes como parte de su estrategia para vencer el apoyo de la Rusia zarista a Teherán.
Las revueltas empezaron enseguida. La primera fue la de Jask en 1873, seguida de la de Sarhad en 1888 y el alzamiento general de 1889. En 1896, el levantamiento dirigido por Sardar Hussein Narui provocó una expedición anglo-persa que necesitó dos años para ser exterminado.
En 1928, las fuerzas baluchis fueron nuevamente derrotadas por el ejército del Rezah Shah Pahlavi y el país anexionado definitivamente a Irán. En 1941, Shah Pahlavi fue obligado a abdicar por la invasión anglosoviética de Irán, y su hijo, Mohammad Reza Pahlavi se convirtió en emperador de Irán.
En los años setenta, el movimiento baluchi de Irán quedó muy mermado en relación con sus vecinos pakistaníes. Tras la revolución iraní, la muerte de Jomeini en 1989 propició una época que favoreció la emergencia de los pueblos oprimidos y en 1996 se creó el Partido Popular de Baluchistán. El ascenso de Mahmud Ahmadinejad al poder trajo una vuelta a los nacionalismos y una política revolucionaria islámica de línea dura.

## Baluchistán pakistaní
No se debe confundir con el Partido Nacional de Baluchistán (Balochistan National Party o Mengal) creado en 1996 por el veterano político baluchi Sardar Ataullah Mengal, formado por figuras intelectuales y políticas y que aglutina a los baluchis de Pakistán y a los emigrantes que viven en el Golfo Pérsico, Europa y Estados Unidos. Este partido también pertenece a la Organización de Naciones y Pueblos No Representados desde 2005.
Desde la división, los baluchis pakistaníes han estado en constante revuelta contra el dominio del gobierno pakistaní y sus políticas, en lo que se conoce como Conflicto de Baluchistán. Pero las revueltas del príncipe Abdul Karim Khan, en 1948, gobernador de un sector de Kalat que había sido expulsado de su cargo e incitó a la guerra contra el gobierno, y los cinco conflictos liderados por Nawab Nowroz Khan, en 1958; Sher Muhammad Bijrani Marri, en 1963; Nawab Khair Baksh Marri, en 1973, y Nawab Akbar Khan Bugti y Mir Balach Marri en 2004, han acabado con centenares de muertos y apenas solución. 
Los baluchis reclaman la inclusión de la provincia de Sistán y Baluchistán en un Baluchistán independiente. 
Según Pakistán, los rebeldes baluchi han recibido ayuda tradicionalmente de la India y, en determinados periodos, de los talibanes de Afganistán.